# 黄堡镇 (铜川市)
黄堡镇，是中华人民共和国陕西省铜川市王益区下辖的一个乡镇级行政单位。
黄堡镇位于东径渭北黄土台塬中部，东径108°59'13"-109°08'13",北纬34°57'13〃－35°02'
黄堡镇
40〃。西临耀县石柱乡，东接印台区陈炉镇，北接王益区，南连耀县董家河乡和富平县大王镇。东西长11.2公里，南北宽8公里，总面积89.6平方公里。镇区距铜川市中心5公里。有210国道、西铜一级公路和咸铜铁路与市区相连，交通便利，是铜川市王益区的南大门。
黄堡镇地处渭河冲积、洪积平原，与关中北部土石山区过渡的黄土台塬区，漆水河纵穿其间，形成了东、西台塬，中部川道的地形格局。由于长期的流水切割，完整的塬面被切割成破碎的倾斜台塬。地表物质以不同时期的黄土为主，海拔670～1400米，相对高差730m。
气候属温暖带大陆季风性半干旱、半湿润气候，年平均气温10.7℃，最高气温37℃,极端最低气温-16.8℃，一月平均气温-3.6℃，七月平均气温20.8℃,≥0℃积温3994.9℃,≥10℃积温3349.0℃,为二年三熟区。年平均日照时数2529.6小时，无霜期200天。年平均降水量550mm，降水多集中在7、8、9三个月（占全年的60%以上）。主要气象灾害是冬春干旱、霜冻、夏季冰雹等。漆水河由北向南纵贯黄堡镇，年径流量为5万m3，冬春季有断流现象，水资源不足是该镇的主要特点。
地带性土壤的发育于黄土母质的土娄土，但由于长期侵蚀，以黄土性土为主。地带性植被为暖温带落叶阔叶林，但由于人类活动强烈，塬面大部分被开垦为农田，主要种植小麦和玉米，坡地大多被兴修为梯田，沟坡为荒草地和林地.
黄堡镇是铜川市王益区的南大门和后花园，也是铜川市的建材工业区，还是210国道的必经之地，工业业多，财务条件好，可为该镇生态示范建设提供良好的资金保障，距铜川和西安较近的区位条件可在生态示范建设的技术支持上获得较近的区位条件可在生态示范建设的技术支持上获得较大的科技支撑.
黄堡镇煤炭、建材、粘土资源丰富，与此相适应，形成了建材、煤炭、陶瓷等特色产业，通过产业结构调整，将逐步形成建材、商贸和特色农业三大产业带和建材、陶瓷、杂果、旅游等优势产业将为生态环境建设提供良好的经济保障。
黄堡镇早在1600年前的北魏时期就有镇的建制，丰厚的文化古韵，形成了现代“文化之乡”的基础，使每
黄堡镇早在1600年前的北魏时期就有镇的建制，丰厚的文化古韵，形成了现代“文化之乡”的基础。
宋代名窑之一耀州窑就坐落在黄堡镇，黄堡镇在唐代就是中国陶瓷烧制的著名产地，宋代更进一步达到鼎盛，成为我国“六大窑系”中最大的一个窑系，其产品则成为北方青瓷的代表。

## 行政区划
黄堡镇下辖以下地区：
新乐社区、南寺社区、孟家塬村、五星村、周家村、安村、郝口村、石坡村、新村、马村、李家沟村、梁家塬村、文明塬村、罗寨村、杜家塬村、矸村、黑池塬村和王家塬村。